# Force Publique

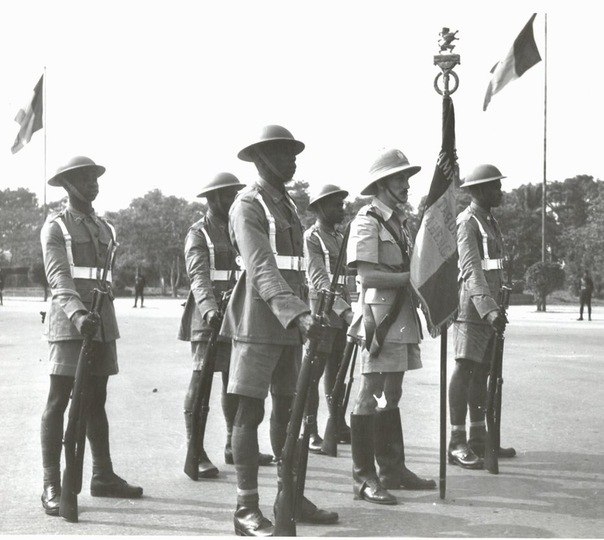
Soldaten der Force Publique und ein belgischer Offizier bei einer Parade in den 1940er Jahren

Die Force Publique (fɔʁs pyblik; niederländisch Openbare Weermacht) war eine Gendarmerie und eine Armee in der heutigen Demokratischen Republik Kongo. Sie existierte von 1885 bis 1960. Nach der Unabhängigkeit Belgisch-Kongos wurden aus der Force Publique die Forces Armées de la République Démocratique du Congo.

## Gründung
Die Force Publique wurde, nach Vorarbeiten von Camille Coquilhat, 1885 vom belgischen König Leopold II. ersonnen, der den Kongo-Freistaat als persönlichen Besitz hielt. Er beauftragte seinen Sekretär des Innern damit, eine Militär- und Polizeitruppe für den Freistaat zu schaffen. Bald danach, zu Beginn des Jahres 1886, wurde Hauptmann Léon Roget von den Karabiniers des belgischen Heers in den Kongo gesandt, um die Truppe aufzubauen. Am 17. August wurde er zum „Kommandant der Force Publique“ befördert. Weitere belgische sowie schwedische und dänische Offiziere und Unteroffiziere wurden ebenfalls in das Gebiet geschickt, um den Kern des Offizierskorps zu bilden. Alle Offiziere der Force Publique waren Europäer. Darunter waren reguläre belgische Soldaten und Söldner aus anderen Ländern, die von der Aussicht auf Wohlstand oder einfach von Abenteuern in Afrika angezogen waren.

## Im Kongo-Freistaat

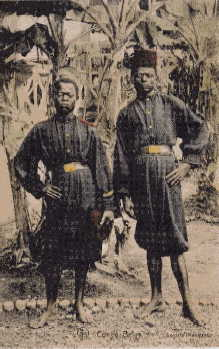
Zwei Soldaten der Force Publique im Fort de Shinkakasa. Die blaue und rote Uniform wurde bis 1915 getragen.

Unter den europäischen Offizieren dienten ethnisch gemischte afrikanische Soldaten, Bulamatari (deutsch etwa: Steinbrecher) genannt, vergleichbar mit den Askaris in britischen oder deutschen Diensten. Viele wurden in den Kriegerstämmen des Oberkongos angeworben oder eingezogen. Andere kamen aus Sansibar und Westafrika. Die Aufgabe der Force Publique bestand darin, den Freistaat zu verteidigen und innerlich zu befrieden. Sie kämpfte von 1892 bis 1894 im Krieg in Ostkongo gegen Tippu-Tip. Zwischen 1896 und 1897 brachte die Force Publique unter Louis Napoléon Chaltin gegen die Mahdisten des Sudans die Lado-Enklave unter Kontrolle.

### Gräueltaten

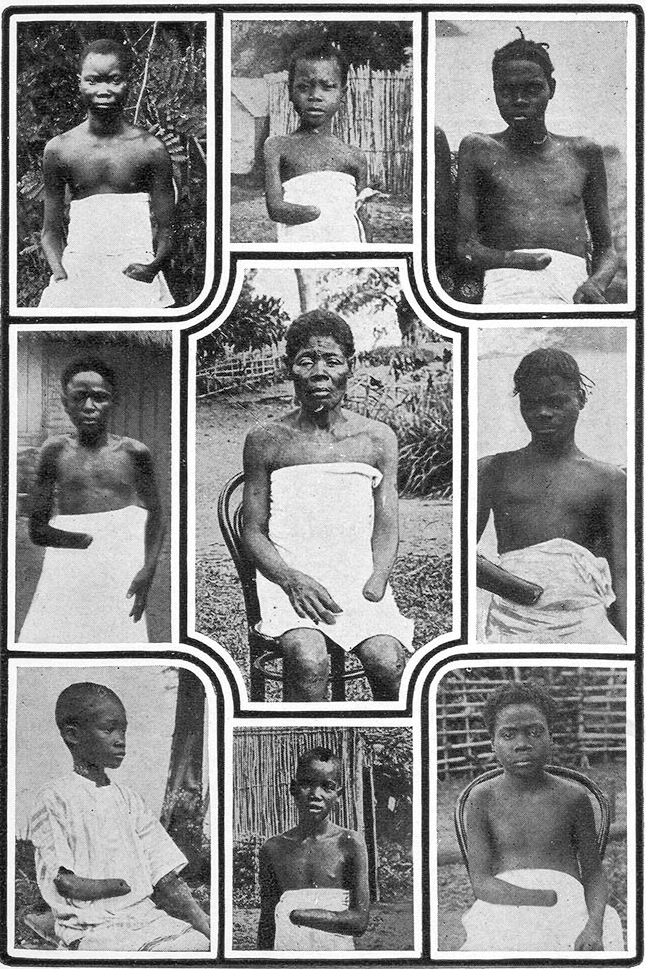
Verstümmelte Kongolesen

Ein Hauptzweck der Force Publique unter Leopold war es, die Erfüllung der Gummiquoten und anderer Formen der Zwangsarbeit zu gewährleisten. Ausgerüstet mit modernen Schusswaffen und der Nilpferdpeitsche nahmen die Soldaten häufig Geiseln und misshandelten diese. Berichte ausländischer Missionare und Konsularbeamter schildern eine Reihe von Vorfällen, bei denen kongolesische Männer und Frauen von Soldaten der Force Publique ausgepeitscht oder vergewaltigt wurden, ungehindert von ihren Offizieren und Unteroffizieren. Sie brannten auch aufsässige Dörfer nieder und es gibt Beweise, darunter Fotos, dafür, dass Soldaten Hände abhackten. Einerseits dienten abgehackte Hände als Trophäen, andererseits als Beleg dafür, dass keine Gewehrkugeln verschwendet wurden.
Ebenso waren die Soldaten aber selbst brutalen Strafen und Misshandlungen ihrer Vorgesetzten ausgesetzt. So gab es ab 1894 Strafen mit bis zu 100 Peitschenhieben, aufgeteilt in zwei 50-Hiebe-Sitzungen, die im Abstand von 24 Stunden ausgeteilt wurden. Ebenso wurde den Soldaten teilweise verboten Fleisch zu essen oder ihre Sexualpartner selbst auszuwählen. Auf den verschiedenen Expeditionen der Force Publique unter Leopold starben tausende Soldaten an Hunger, Krankheit und Erschöpfung. Verschiedene Autoren kritisieren, die Darstellung der Force Publique als brutaler Akteur mit Gewaltexzessen, als übertriebene koloniale Darstellung um von den Gräueltaten der Europäer abzulenken. So beschrieben sogar Reformer wie Edmund Dene Morel, die Soldaten der Force Publique abwertend als Kannibalen und Mörder.
In der Ära des Freistaats war die Force Publique von institutionellen Problemen betroffen. In ihren ersten Jahren kam es oft zu Aufständen der afrikanischen Soldaten. Zu Beginn der 1890er Jahre waren weite Gebiete im Osten des Freistaats in der Hand arabischer Elfenbein- und Sklavenhändler. Zwar konnte die Regierung noch im gleichen Jahrzehnt die Kontrolle über den Osten zurückgewinnen, doch es gab weiterhin Probleme in der Organisation. Viele Einheiten der Force Publique waren in abgelegenen Gebieten des Territoriums untergebracht, wo einige Offiziere Soldaten unter ihre eigene Kontrolle nahmen und sie für eigene Geschäfte einsetzten, statt sich um militärische Angelegenheiten zu kümmern. Ende 1891 bestand die Force aus 60 Offizieren, 60 Unteroffizieren und 3500 afrikanischen Soldaten. Befreundete Stämme und Milizen wurden oft dafür eingesetzt, die Kontrolle über die abgelegensten Teile des Freistaats aufrechtzuerhalten.

## In Belgisch-Kongo

### Organisation und Rolle

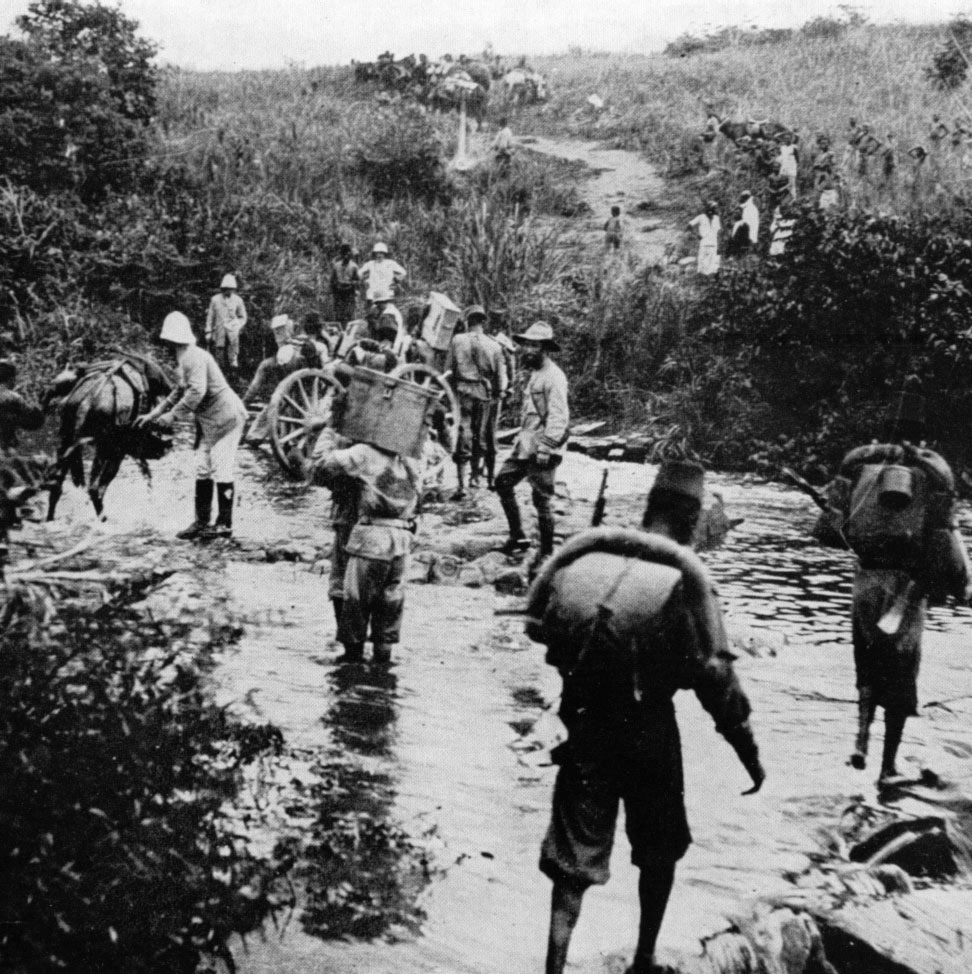
Die Force Publique im Ersten Weltkrieg in Deutsch-Ostafrika.

Nach der Übernahme des Kongo-Freistaats durch die belgische Regierung im Jahr 1908 wurde die Force Publique in 21 einzelne Kompanien aufgeteilt. Zunächst waren sie nummeriert, später wurden sie mit Namen bezeichnet. Dazu kam eine Artillerie- und Ingenieureinheit. Insgesamt zählte die Force Publique ca. 12.100 Angehörige.
In sechs Übungslagern wurden über 2400 Männer ausgebildet. Die Kompanien der Force Publique umfassten manchmal über 600 Männer. Alle bis auf die konstituierenden Einheiten, als Détachemente bezeichnet, waren so weit verstreut, dass die Force keinen eigentlichen militärischen Wert besaß. Es war vorgesehen, dass zu jeder Kompanie eine Compagnie Marche mit 150 Männern gehören sollte. Jede Marche oder Feldkompanie sollte aus vier belgischen Offizieren und Unteroffizieren sowie zwischen 100 und 150 Afrikanern bestehen, in Zügen zu je 50 Männern gegliedert. Zusammen bildeten sie drei Marche-Bataillone. Acht kongolesische Unteroffiziere gehörten zum Verband.
Belgische Offiziere und Unteroffiziere ersetzten nahezu alle Europäer unterschiedlicher Nationalität, die unter dem Freistaat angestellt worden waren. Die 2875 Angehörigen der Troupes de Katanga bildete eine semiautonome Truppe mit sechs Kompanien: vier de marche und zwei der übrigen Infanterie sowie eine Radfahrerkompanie und ein Hauptquartier für ein Bataillon. Zusätzlich gab es eine Compagnie d’Artillerie et de Génie im Fort de Shinkakasa in Boma am Kongo.
1914 zählte die Force Publique, inklusive die Katanga-Kompanien, über 17.000 Askaris, kommandiert von 178 weißen Offizieren und 235 weißen Unteroffizieren. Die Mehrheit diente in kleinen statischen Garnisonen, die unter dem Namen poste hauptsächlich als Polizeiposten dienten. Bei Ausbruch des Ersten Weltkriegs wurden die Katanga-Einheiten für den Militärdienst in Nordrhodesien und der Ostgrenze des Kongos in drei Bataillone gegliedert. Die FP konnte aus kleineren Einheiten ein weiteres Bataillon bilden.
Es wurde einiges unternommen, um die schlimmsten Exzesse aus der Zeit des Freistaats zu beheben. Die Force Publique glich nun eher einer typischen Kolonialarmee: diszipliniert, aber mit einer unvermeidlich repressiven Aufgabe. Sie trugen eine blaue Uniform mit roten Streifen, einen roten Fes und die Schärpe des Freistaats. Die blaue Uniform wurde 1915 durch eine khakifarbene Uniform ersetzt. Die Askaris, die für eine Periode von anfänglich sieben Jahren dienten, wurden mit veralteten Einzelschussgewehren mit einem Kaliber von 11 mm ausgestattet, während ihre belgischen Offiziere FN-Pistolen verwendeten.
Die Askaris in Katanga, welche eine Art Eliteeinheit bildeten, waren hingegen mit dem Mauser Modell 98 ausgestattet und verfügten auch über einzelne Madsen-Maschinengewehre.
Zusätzlich verfügte die Force Publique über Maxim-Maschinengewehre, 47-mm-Nordenfelt Kanonen (20 davon in Katanga), sowie einige Krupp-Geschütze.
Nach Beginn des Ersten Weltkrieges überließ Frankreich der FP einige Geschütze vom Typ Canon de 75 mm modèle 1897, die in Ostafrika zum Einsatz kamen.

### Erster Weltkrieg

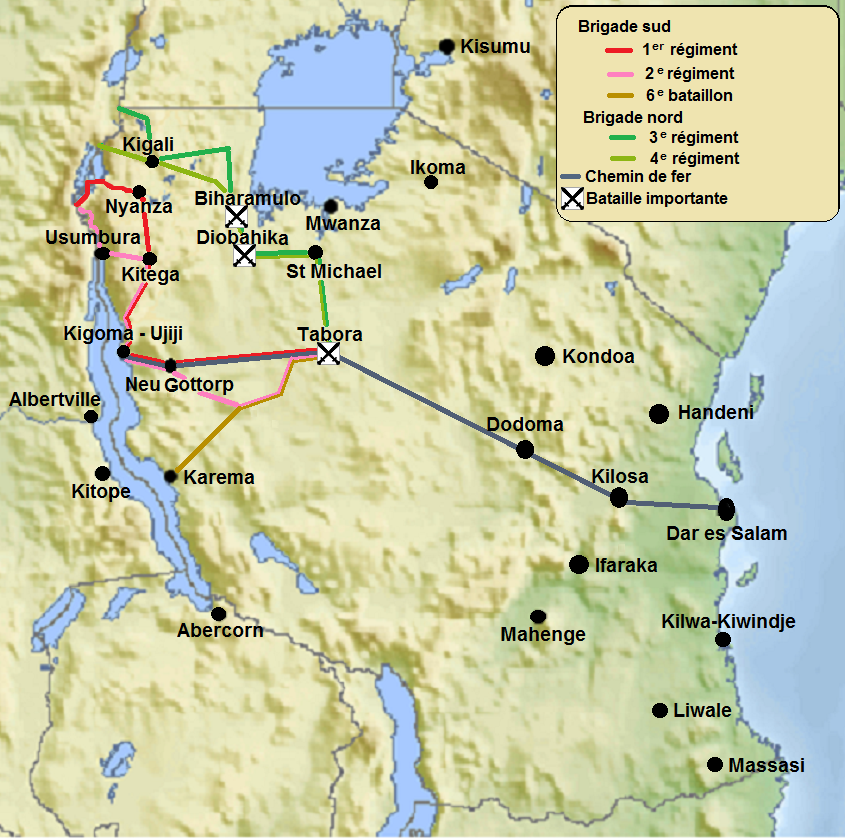
Karte der Kampagne der Force Publique 1916

Im Ersten Weltkrieg (1914–18) kämpfte eine erweiterte Force Publique an der Seite von Briten und Portugiesen gegen deutsche Kolonialtruppen in Kamerun und Deutsch-Ostafrika. Von 1916 an wuchs die FP auf drei mobile Groupes (Brigaden) namens Kivu, Ruzizi und Tanganyika an. Sie bestanden aus insgesamt 15 Bataillonen, der ständigen Garnison und der Polizeitruppe.
Charles Tombeur (1867–1947) führte als General die Force Publique im Ersten Weltkrieg an. 1916 wurde er Militärgouverneur der belgisch besetzten Gebiete in Ostafrika.
Während des Kampfs um Tabora im September 1916 waren rund 25.000 Männer unter Waffen, die von über 260.000 Trägern unterstützt wurden.

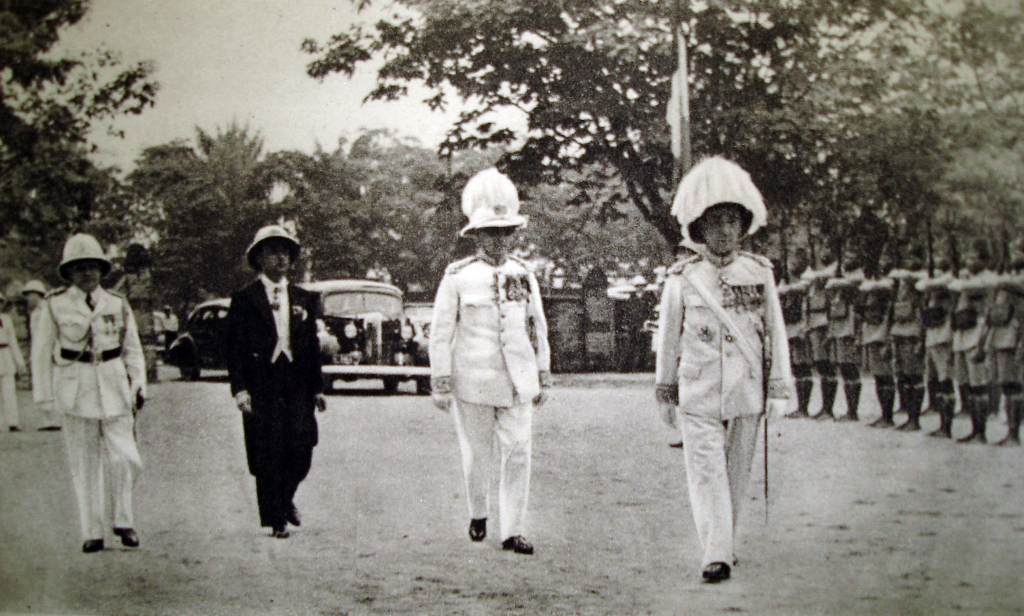
Generalgouverneur Pierre Ryckmans schreitet in Léopoldville 1938 bei der Einweihung des Denkmals für König Albert I. FP-Truppen ab.

### Zweiter Weltkrieg

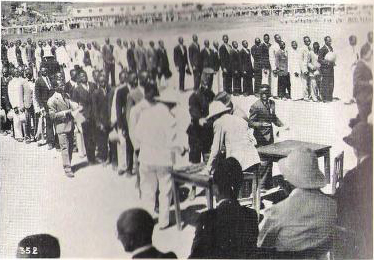
Kongolesen, die sich zu Beginn des Zweiten Weltkriegs in die Force Publique einschreiben.

Nachdem Belgien am 28. Mai 1940 gegenüber Deutschland kapituliert hatte, entschied Gouverneur Pierre Ryckmans, dass die Kolonie an der Seite der Alliierten weiterkämpfen würde. Zur Zeit der Besetzung Belgiens war die Unterstützung der freien belgischen Armee für die Alliierten besonders in wirtschaftlicher Hinsicht wichtig. Aus Belgisch-Kongo bezogen sie Kupfer, Wolfram, Zink, Blech, Gummi, Baumwolle und andere Güter. Schon vor dem Krieg wurde Uran aus der Shinkolobwe-Mine nach New York verschifft. Es diente später zur Herstellung der Atombombe, die am 6. August 1945 auf Hiroshima abgeworfen wurde. Auch der militärische Beitrag war wichtig: die Force Publique wuchs im Verlauf des Krieges auf 40.000 Soldaten an. Sie waren in drei Brigaden, eine Flusstruppe und Hilfseinheiten aufgeteilt. Die Force Publique beteiligte sich unter anderem am britischen Ostafrikafeldzug gegen Italien.
Ende 1940 wurde das 11. Bataillon der Force Publique den britischen Truppen im Anglo-Ägyptischen Sudan zur Verfügung gestellt. Es nahm mit 5700 Mann an der Kampagne in Abessinien teil. Sie nahmen unter geringem Widerstand Asosa und Gambela ein und beschossen die italienischen Truppen in Saïo. Als der Rückzug abgeschnitten war, ergaben sich die Italiener und ihre einheimischen Soldaten am 7. Juli General Auguste-Édouard Gilliaert. Die Force Publique verlor im Ostafrikafeldzug rund 500 Männer, darunter vier Belgier.
Die Force Publique beteiligte sich dann am Bau einer Überlandstrecke von Lagos über Fort Lamy und den Sudan nach Kairo. Zwischen 1942 und 1943 wurde eine 13.000 Mann starke Expeditionstruppe nach Nigeria geschickt. 9000 dieser Soldaten dienten in Ägypten und Palästina. Sie kehrten Ende 1944 nach Belgisch-Kongo zurück, ohne an Kämpfen teilgenommen zu haben.
Die Force Publique sandte auch ein Feldlazarett an die Front. Zwischen 1941 und 1945 arbeiteten rund 350 Kongolesen und 20 Belgier zusammen mit dem britischen Sanitätsdienst in Abessinien, Somalia, Madagaskar und Burma. Sie zeichneten sich besonders im Dienst zusammen mit einem indischen Korps am Chindwin aus. In der Konfusion des Dschungelkriegs befand sich die belgische Sanitätseinheit einmal sogar vor den Frontlinientruppen. Diese Tatsache wurde sodann von britischen Offizieren dazu benutzt, die Kampftruppen zu besseren Leistungen anzustacheln.

### Am Ende der belgischen Herrschaft
1940 begann das FP-Hauptquartier, die Aviation militaire de la Force Publique als Luftstreitkraft aufzubauen, ausgerüstet mit umgebauten zivilen Maschinen. Ihr Stützpunkt war der Flughafen N’Dolo in Léopoldville. Das erste für die Force gekaufte Flugzeug war eine De Havilland DH.85 Leopard Moth, die am 9. Oktober 1940 in Betrieb genommen wurde.
Für die restliche Dauer der belgischen Herrschaft führte die Force Publique ihre sowohl militärische als auch polizeiliche Rolle weiter, aufgeteilt in Gebietseinheiten, beauftragt mit der Gewährleistung der öffentlichen Ordnung und mit mobilen Einheiten, die sich um Verteidigungsaufgaben kümmern sollten.
1945 bestanden die mobilen FP-Einheiten aus sechs Infanteriebataillonen, drei Aufklärungseinheiten, Militärpolizeieinheiten, einer Brigade im Übungslager Camp Hardy, das damals in Thysville gebaut wurde, vier Küstenverteidigungskanonen und einem kleinen Luftwaffenelement mit zwei De Havilland DH.104 Doves.
Zwischen 1945 und 1960 führte Belgien die Force Publique als Einheit, die von den Menschen, die sie überwachte, abgetrennt war, weiter. Die Rekruten dienten in ethnisch gemischten Einheiten und nur ein Viertel in jeder Kompanie kam aus der Provinz, in der sie dienten. Mit ihrer peniblen Disziplin und ihrem Drill beeindruckte die Force Publique Besucher des Kongos, doch eine Kultur der Separiertheit, die von den belgischen Offizieren gefördert wurde, trug zu einem brutalen und hemmungslosen Verhalten bei, als die Hemmnisse der Kolonialverwaltung 1960 aufgehoben wurden. Die berüchtigte Nilpferdpeitsche wurde erst 1955 verboten. Die belgische Regierung bemühte sich nicht darum, Kongolesen als Offiziere auszubilden. Erst ganz am Ende der Kolonialzeit befanden sich 20 afrikanische Offizierskadetten in Militärschulen in Belgien.
1960 bestand die Force Publique aus drei Gruppen, die für je zwei Provinzen zuständig waren. Die erste Gruppe hatte ihr Hauptquartier in Elisabethville in Katanga. Die zweite Gruppe deckte Léopoldville und Équateur ab und die dritte Gruppe mit Hauptquartier in Stanleyville war in Kivu und der Provinz Orientale tätig. Es gab drei Infanteriebataillone mit je ungefähr 800 Mann, zwei Bataillone der Gendarmerie mit je ungefähr 860 Mann, eine Aufklärungsschwadron mit Jeeps, Lastwagen und gepanzerten M8 Greyhound-Fahrzeugen und ungefähr 300 Mann, eine Transportkompanie, eine Militärpolizeikompanie mit ungefähr 100 Mann, einen Minenwerferzug, eine Geniekompanie und ein Übungslager in Lokandu.

## Nach der Unabhängigkeit
Am 5. Juli 1960, fünf Tage nach der Unabhängigkeit des Landes von Belgien, meuterte die Force-Publique-Garnison nahe Léopoldville gegen ihre weißen Offiziere, die immer noch das Kommando führten, und griff Europäer wie Kongolesen an. Unmittelbarer Anlass für den Aufstand war Berichten zufolge die taktlose Rede des belgischen Generalleutnants Émile Janssens vor afrikanischen Soldaten in einer Messehalle im Hauptquartier bei Léopoldville. Der hohe Offizier sagte den Soldaten, die Unabhängigkeit werde keine Änderung für ihren Status bringen. Janssens' Absicht könnte es bloß gewesen sein, den Nutzen einer ständigen Disziplin und Gehorsams hervorzuheben. Doch die Wirkung auf die Soldaten, unruhig wegen der Forderung nach Gewährleistung der Ordnung während der Unabhängigkeitsfeiern und besorgt, dass sie von den Vorteilen der neuen Freiheit ausgeschlossen blieben, war desaströs. Der Gewaltausbruch erzeugte Angst unter den 100.000 belgischen und anderen europäischen Zivilisten und Offizieren, die noch im Kongo lebten. Er beschädigte die Glaubwürdigkeit der neuen Regierung, da sie sich als unfähig erwies, ihre eigenen Streitkräfte im Griff zu haben. Die weiße Bevölkerung in Luluabourg war drei Tage lang in einer improvisierten Festung eingeschlossen, bis sie von belgischen Fallschirmjägern befreit wurde.
Die Gewalt führte zu einer militärischen Intervention Belgiens in Kongo, um für die Sicherheit seiner Bürger zu sorgen. Die vorherige Luluabourg-Intervention war noch entgegen geltender Befehle erfolgt. Der Einmarsch solcher Streitkräfte in der Kongo-Krise war ein klarer Verstoß gegen die Souveränität der neuen Nation, da sie nicht um belgische Unterstützung ersucht hat.
Kurz darauf wurde die FP zur kongolesischen Nationalarmee (Forces Armées de la République Démocratique du Congo) umbenannt und ihre Führung afrikanisiert.
Als Folge davon kam später Joseph Mobutu (Mobutu Sésé Seko), ein früherer Sergeant Major in der FP, der von Premierminister Patrice Lumumba zum Stabschef der Armee befördert wurde, an die Macht und installierte eine diktatorische Kleptokratie, die bis Mai 1997 andauerte.